# Quevilloncourt
Quevilloncourt ist eine französische Gemeinde mit 96 Einwohnern (Stand: 1. Januar 2022) im Département Meurthe-et-Moselle in der Region Grand Est. Sie gehört zum Arrondissement Nancy und zum Gemeindeverband Pays du Saintois.

## Geografie
Die Gemeinde Quevilloncourt liegt in der Landschaft Saintois, etwa 28 Kilometer südlich von Nancy. Umgeben wird Quevilloncourt von den Nachbargemeinden Vézelise im Nordwesten, Norden und Nordosten, Tantonville im Osten sowie Forcelles-Saint-Gorgon im Süden.

## Geschichte
Während des Ancien Régime gehörte Quevilloncourt zur Herrschaft Tantonville, kirchlich zur Pfarrei der Gemeinde Forcelles-Saint-Gorgon. Zur Zeit der Gründung der Gemeinde 1793 gab es die Schreibweise mit Accent aigu (Quévilloncourt).

### Bevölkerungsentwicklung
| Jahr                       | 1962 | 1968 | 1975 | 1982 | 1990 | 1999 | 2006 | 2013 | 2021 |
| -------------------------- | ---- | ---- | ---- | ---- | ---- | ---- | ---- | ---- | ---- |
| Einwohner                  | 88   | 82   | 64   | 63   | 76   | 86   | 104  | 98   | 96   |
| Quellen: Cassini und INSEE |      |      |      |      |      |      |      |      |      |

Im Jahr 1800 wurde mit 53 Bewohnern die bisher geringste Einwohnerzahl ermittelt. Die Zahlen basieren auf den Daten von cassini.ehess.fr und INSEE.

## Sehenswürdigkeiten
In Quevilloncourt gab und gibt es weder Kirchen und Kapellen noch einen Friedhof. Für die Gläubigen ist die Kirche Saint-Paul im Nachbardorf Forcelles-Saint-Gorgon zuständig. Neben einem überdachten Lavoir, das früher als Waschhaus und Viehtränke genutzt wurde, ist das Ensemble von alten Lothringer Bauernhäusern sehenswert.

## Wirtschaft und Infrastruktur
Quevilloncourt ist ländlich geprägt. In der Gemeinde sind zwei Landwirtschaftsbetriebe ansässig (Getreideanbau, Viehzucht).
Die Gemeinde Quevilloncourt liegt an der Hauptstraße von Vézelise nach Tantonville. In der elf Kilometer östlich gelegenen Gemeinde Crantenoy besteht ein Anschluss an die autobahnartig ausgebaute RN 57 von Nancy nach Épinal. Die Bahnlinie von Nancy nach Vittel führt durch Quevilloncourt; der Bahnhof der Kleinstadt Vézelise befindet sich unmittelbar nördlich der Gemeindegrenze.

## Belege
1. ↑  www.genealogie-lorraine.fr (französisch)
2. ↑  cassini.ehess.fr
3. ↑  Quevilloncourt auf cassini.ehess
4. ↑  Quevilloncourt auf INSEE
5. ↑  Landwirtschaftsbetriebe auf annuaire-mairie.fr (französisch)